# After (album)
Pour les articles homonymes, voir After.
Albums de Ihsahn
angL
(2008) Eremita
(2012)
After est le troisième album de Ihsahn, sorti le 26 janvier 2010.

## Liste des titres
| No | Titre                | Durée |
| -- | -------------------- | ----- |
| 1. | The Barren Lands     | 5:12  |
| 2. | A Grave Inversed     | 4:25  |
| 3. | After                | 4:47  |
| 4. | Frozen Lakes on Mars | 5:54  |
| 5. | Undercurrent         | 10:00 |
| 6. | Austere              | 6:16  |
| 7. | Heaven's Black Sea   | 6:15  |
| 8. | On the Shores        | 10:12 |

## Composition du groupe
- Ihsahn – chant, guitare, clavier, piano
- Lars K. Norberg  (de Spiral Architect) – basse
- Jørgen Munkeby  (de Shining) – saxophone
- Asgeir Mickelson  (de Borknagar and Spiral Architect) – batterie

## Production
- Arrangement & production par Ihsahn
- Enregistrement par Borge Finstad, Ihsahn, Lars Norberg (Basse) & Asgeir Mickelson (batterie, percussion)
- Mixage & master par Jens Bogren